# Aspidosperma williamii
Aspidosperma williamii är en oleanderväxtart som beskrevs av Duarte. Aspidosperma williamii ingår i släktet Aspidosperma och familjen oleanderväxter. Inga underarter finns listade i Catalogue of Life.